# Neotelphusa anisogrisea
Neotelphusa anisogrisea är en fjärilsart som beskrevs av Antonius Johannes Theodorus Janse 1958. Neotelphusa anisogrisea ingår i släktet Neotelphusa och familjen stävmalar. Inga underarter finns listade i Catalogue of Life.